# Elena Dhont
Elena Dhont, född den 27 mars 1998, är en belgisk fotbollsspelare.

## Karriär
Elena Dhont inledde sin seniorkarriär i K.A.A. Gent år 2013. Hon har även spelat för FC Twente innan hon kontrakterades av US Sassuolo Calcio år 2024. Hon har även representerat det belgiska damlandslaget där hon debuterade år 2018.